# Vassalité
La vassalité est la situation de dépendance d’un homme libre (vassal étant issu du celtique (gaulois) uasso-,, « jeune homme, écuyer », par le latin médiéval vassalus) envers son seigneur par la cérémonie de l’hommage. Héritier du compagnonnage d'arme du haut Moyen Âge, le système féodo-vassalique s’est développé en raison de l’affaiblissement de l’autorité publique après l’effondrement de l’empire carolingien (Xe - XIe siècle) : l’empereur, les rois et bientôt les princes territoriaux étaient incapables de faire régner l’ordre et d’imposer leur pouvoir aux seigneurs locaux. Un réseau de relations d’homme à homme s’impose donc, donnant des droits et des devoirs pour chacun d’entre eux, une pyramide sociale allant théoriquement du roi au grand seigneur (grand feudataire), seigneur, vassal et arrière-vassal (Vavasseur) mais dont l'effectivité dépend de l'autorité du supérieur.

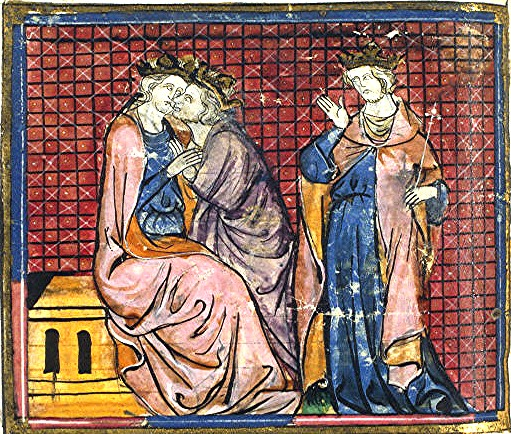
Hommage à Arthur, enluminure du XIVe siècle

## Des obligations réciproques
Même si la vassalité allie deux hommes libres, il est cependant évident que ces hommes ne sont pas égaux. Sur le plan juridique, les deux hommes sont de nature militaire et de ce fait sont égaux, ils sont de même nature. Par la cérémonie de l'hommage féodo-vassalique, le seigneur devient supérieur à son vassal. Le seigneur, contrairement au vassal, dispose du droit de ban, c'est-à-dire le droit de punir, de contraindre et de juger. Le vassal se met sous la protection d'un plus puissant. Néanmoins cette puissance doit beaucoup au nombre, à la loyauté et la puissance relative de ses vassaux, d'où la réciprocité. On parle donc de contrat synallagmatique car il engage les deux parties à l'acte qui ont des obligations l'une envers l'autre. 

### Devoirs du vassal envers son suzerain
Le contrat peut se résumer à l'auxilium, c'est-à-dire l'aide, et au consilium, le conseil (et non « concilium »).
Les devoirs du vassal envers son seigneur sont d'abord des interdictions : le vassal ne doit pas nuire à son seigneur, à sa famille et à ses biens. Obligations somme toute assez vagues.
Le vassal doit l'aide militaire à son seigneur : lorsque celui-ci est attaqué, le vassal doit venir avec ses armes pour le défendre. Le vassal est aussi chargé de la garde du château (estage) et de l'escorte de son seigneur. Quand le seigneur attaque un autre, le service militaire (ost ou host) est limité à 40 jours. Mais le vassal reste aux côtés de son seigneur si le conflit dépasse cette durée. Il sera dédommagé en argent au-delà de 40 jours de combat.
Le vassal doit aussi assurer une aide financière : l'aide aux 4 cas (en France et Angleterre) ; le vassal doit donner de l'argent ou des cadeaux à son seigneur lorsqu'il marie sa fille aînée, lorsqu'il adoube son fils aîné, lorsqu'il part à la croisade et lorsqu'il est fait prisonnier et qu'il doit une rançon.
Enfin, le vassal est astreint à fournir des conseils à la demande de son seigneur : il doit participer aux assemblées féodales, aux cours de justice du seigneur ainsi qu'aux fêtes liturgiques. L'ensemble des vassaux d'un seigneur est ainsi soudé par ces temps forts.

### Devoirs du suzerain envers son vassal
Les dépenses du vassal sont donc considérables : il doit acheter et entretenir un cheval et des armes ; il doit pouvoir se nourrir et assurer un certain genre de vie. C'est pour répondre à ces exigences que le suzerain peut donner un fief à son vassal. Ce fief est en général une terre qui rapporte des revenus au vassal (redevances). Le fief est pris sur les terres ou les revenus du suzerain. 
Le suzerain doit également protéger son vassal contre ses ennemis.

### Rupture de la relation
Est félon le vassal qui rompt le contrat de vassalité. Le seigneur peut alors proclamer la saisie de son fief, une mise sous séquestre qui donne au suzerain le droit d'en percevoir les fruits. Cette mesure est rarement mise en œuvre jusqu'en 1202, lorsque Philippe Auguste proclame la saisie féodale à l'encontre de Jean Sans Terre, saisie qu'il appliquera pour montrer l'exemple. 
Inversement, si le seigneur manque à ses engagements, il peut aller se plaindre au seigneur du seigneur, pour lui demander la protection et c'est lui qui décidera du sort du seigneur (il peut donner le fief au vassal définitivement sans que le seigneur ne puisse en bénéficier).

## Problème du fief

### Propriété éminente et propriété utile, le concept de propriété au Moyen Âge
Plus exactement il s'agit de la conception féodale de la propriété immobilière. Ainsi, on parle de propriété éminente pour le seigneur suzerain qui est directement le propriétaire des terres concédées au vassal (qu'il soit seigneur ou roturier). Et on parle de propriété utile pour le vassal, c’est-à-dire le droit d’exploiter le fief pour son propre compte. Si un seigneur possède directement des terres et qu’il les exploite pour son propre compte ou par un tenancier (ou vassal) celui-ci n’est pas lui-même vassal d’un autre. En général, le suzerain (ou seigneur concédant) n’aliénait qu’une partie de son domaine et exerçait la propriété utile d’une autre partie du domaine. Ainsi, les rois francs exerçaient la propriété utile sur les terres parisiennes, mais n’exerçaient qu’une propriété éminente pour les autres domaines. Cette conception est proche du démembrement de la propriété plus moderne qu'est l'usufruit. L'usufruitier pourrait être ainsi assimilé au tenancier, et le nu-propriétaire au concédant.

### Nature du fief
Le principe de donner un bien foncier en échange de services, notamment militaires, remonte à l'Antiquité tardive. À l'époque carolingienne, cette terre s'appelle bénéfice ; au Moyen Âge central, il est nommé fief dans les textes. Le mot fief a donné ensuite l'adjectif féodal.
Le fief peut être de plusieurs natures : 
- Le plus souvent, c'est une terre avec les revenus qui y sont attachés ; entre le XIe siècle et le XIIIe siècle, l'argent est rare et circule encore difficilement. Le seigneur remet donc une terre à son vassal, avec ses paysans.
- Le fief est plus rarement une fonction, un droit de ban, des péages, des dîmes (impôt ecclésiastique).
- À la fin du Moyen Âge, le fief est de plus en plus une rente.
- Le fief peut également être une fonction politique ou militaire.

### Évolution du statut du fief
Le fief entre progressivement dans l'héritage des vassaux ; au début, le fief était accordé par le seigneur à son vassal à titre viager. Le seigneur organisait donc une nouvelle cérémonie d'hommage pour l'héritier. Mais de plus en plus, le fief devient transmissible, moyennant une somme d'argent (droit de relief). Peu à peu, le but de l'hommage n'est plus le service et les devoirs réciproques mais bien le fief. Les vassaux multiplient donc les hommages pour accumuler les fiefs. Le problème vient quand deux seigneurs ayant un vassal en commun entrent en guerre. On pensa d'abord à la solution de la réserve de fidélité puis à l'hommage lige (ou hommage préférentiel). (NB : si plusieurs hommages liges alors le plus ancien prime).

## Cérémonie d’entrée en vassalité

### Caractéristiques de la cérémonie
Par la cérémonie de l'hommage (à ne pas confondre avec celle de l'adoubement qui fait d'un homme un chevalier), le vassal devient l’homme d’un seigneur. Les documents qui décrivent cette cérémonie sont abondants, aussi bien les textes que les images.
L'hommage est une cérémonie publique qui se déroule en général au château du seigneur, devant témoins. Il n'y a donc pas besoin de contrat écrit. Les rites et les gestes de cette cérémonie sont importants ; mais l'ordre de ces gestes est différent selon les régions.
Un exemple détaillé de la cérémonie se trouve chez Galbert de Bruges, qui décrit l'hommage au nouveau comte de Flandre après l'assassinat de Charles le Bon :
Les vassaux du comte de Flandre firent l'hommage de la façon suivante : le comte de Flandre demanda à chacun d'eux s'il voulait devenir entièrement son homme. « Je le veux », répondit le vassal, et quand il eut joint ses mains dans celles du comte, ils furent liés ensemble par le baiser. En second lieu, celui qui venait de faire l'hommage prêta fidélité en ces termes : « Je promets sur ma foi d'être fidèle au comte Guillaume et d'observer contre tous, de bonne foi et sans fraude, l'hommage qui vient d'être fait ». En troisième lieu, il jura sur les reliques des saints. Puis le comte, avec le bâton qu'il tenait à la main, donna les investitures à tous ceux qui lui avaient fait la sûreté, l'hommage et le serment.